# Abdülmecid Ier
Pour les articles homonymes, voir Abdülmecid.
Abdülmecid Ier (en turc ottoman : عبد المجيد الأول), né le 25 avril 1823 et mort le 25 juin 1861, est sultan ottoman et calife de l’islam du 1er juillet 1839 au 26 juin 1861.

## Biographie
Abdülmecid Ier (Abdul-Medjid), fils ainé de Mahmoud II, et de la princesse Bezmiâlem Valide Sultan (1807–1853), originellement nommée Suzi, une ancienne esclave circassienne, géorgienne ou française, reçoit une éducation européenne. Il est le premier sultan à parler couramment le français. Il succède à l'âge de seize ans à son père, au moment où Ibrahim Pacha marche sur Constantinople, et ne doit qu'à l'intervention européenne le maintien de l'intégrité de son empire (traités du 15 juillet 1840 et du 13 juillet 1841).

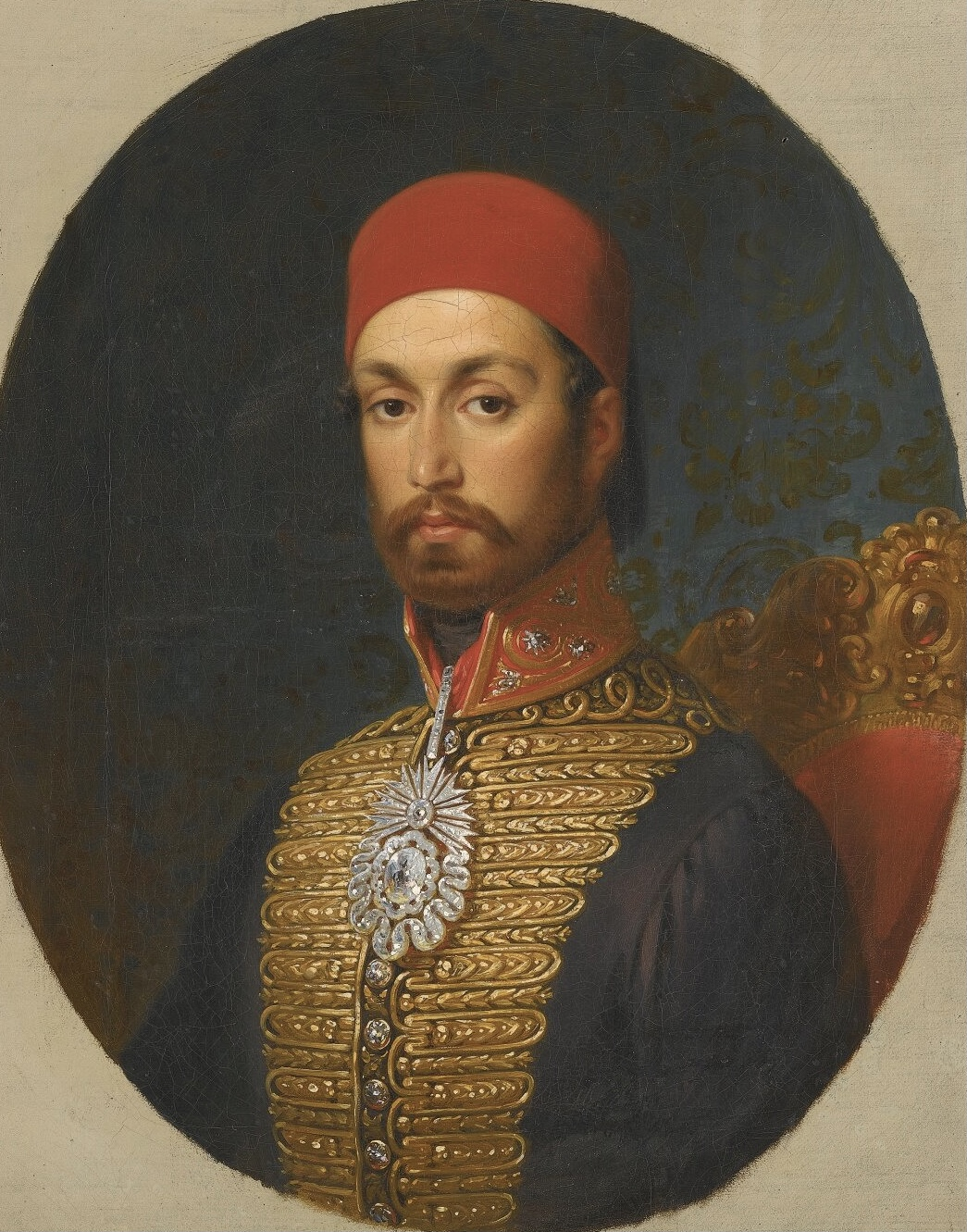
Abdülmecid Ier

Il poursuit, mais sans violence, les réformes commencées par son père et a la chance de bénéficier du soutien de vizirs progressistes tels que Moustapha Reschid Pacha, Mehmed Emin Ali Pacha et Mehmed Fuad Pacha. Il accorde à tous ses sujets, sans distinction de religion, par le hatti-chérif de Gulhané (3 novembre 1839) et le hatti-houmaioum du 11 février 1856, des garanties pour leur vie, leur fortune et leur liberté, et crée le conseil du tanzimat, chargé d'appliquer et d'étendre ces réformes. Tout au long de son règne, il doit lutter contre une forte opposition des classes dirigeantes musulmanes et autorités religieuses qui s'opposent à ses réformes. Celles-ci ne sont que partiellement mises en œuvre, en particulier dans les parties les plus éloignées de l'Empire. Plus d'un complot est formé contre la vie du sultan à cause de cela.

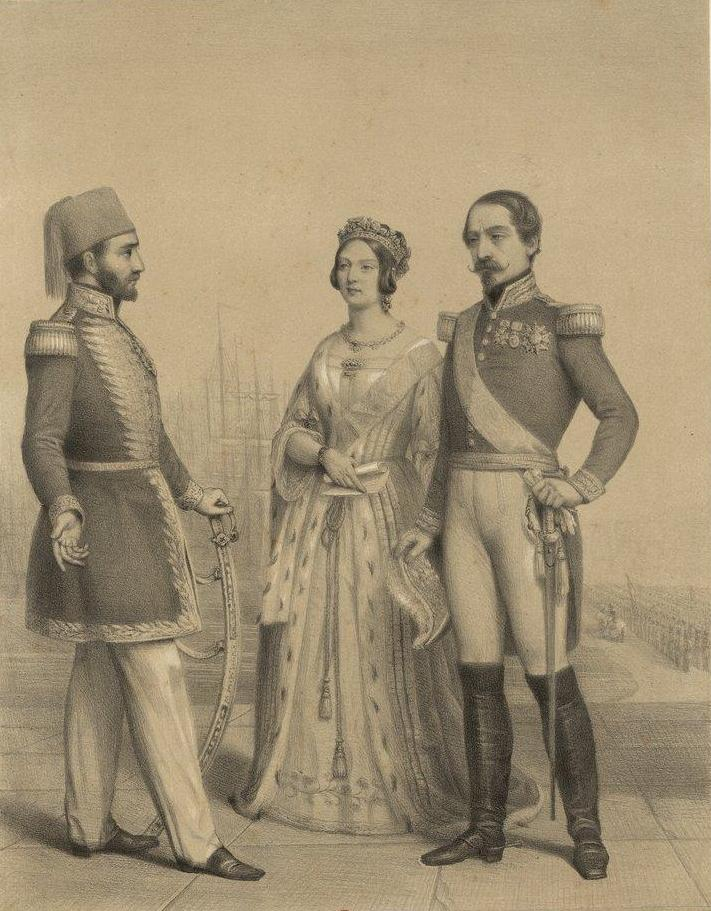
L’empereur Abdülmecid, la reine Victoria et l'empereur Napoléon III

Il fait réprimer de nombreuses insurrections, notamment celle de Bedirxan Beg au Kurdistan (1841-1847) ; il refuse en 1853 de céder au prince Menchikov au sujet de la protection par la Russie des lieux saints et des sujets grecs de l'empire ottoman, et soutient, avec l'appui de l'Angleterre et de Napoléon III, son cousin issu de germain, la Guerre de Crimée contre la Russie, qui se termine par le traité de Paris (1856). Ses tentatives de renforcer sa base dans les Balkans échouent en Bosnie et au Monténégro. La fin de son règne est marquée par des troubles confessionnels au Liban, entraînant l'intervention française en Syrie et le contraignant d'accorder l'autonomie du Liban.
Il serait l'auteur, durant la Grande famine irlandaise (1845-1852), de l'envoi d'une aide significative de nourriture et d'une somme de 1 000 livres sterling. Il voulait envoyer initialement 10 000 livres sterling mais son offre est refusée par le gouvernement britannique car la reine Victoria avait déjà envoyé la somme de 2 000 livres sterling et il était impossible qu'une force étrangère offre plus que la reine. Reconnaissante envers le sultan, la ville de Drogheda, port d'entrée en Irlande de l'aide reçue, ajoutera à ses armoiries l'emblème de l'empire ottoman. La ville a également envoyé une lettre de remerciement au sultanat, dont une copie est conservée aux archives nationales irlandaises. L'historienne Christine Kinealy, se questionne sur la véracité de la livraison d'aide sous forme de nourriture. Elle considère peu probable qu’un sultan, cherchant une alliance avec la Grande-Bretagne, prenne un tel risque. Le don monétaire est avéré, bien que le montant fasse débat. Il est évoqué dans le London Times en 1847. Toutefois, des archives montrent que des navires du bassin ottoman (Grèce, Turquie, Balkans) ont effectivement livré des céréales à Drogheda en mai 1847, mais il n’est pas prouvé qu’ils étaient directement envoyés par le sultan. Il pourrait en réalité s'agir de navires commerciaux.
Il restaure la basilique Sainte-Sophie entre 1847 et 1849 et est à l'origine de la construction du palais de Dolmabahçe. Il fonde également le premier théâtre français à Constantinople. 
Il meurt de tuberculose en 1861. Son frère Abdülaziz lui succède en 1861.

## Famille
Abdülmejid possédait l'un des harems les plus nombreux de la dynastie. Il est connu pour être le premier sultan dont le harem n'était pas composé de filles esclaves, du fait de l'abolition progressive de l'esclavage dans l'Empire Ottoman, mais de filles de naissance libre, nobles ou bourgeoises, envoyées au sultan par la volonté des familles. Il est également le premier sultan dont le harem prend une structure hiérarchique définitive qui comprend quatre kadın (épouses), quatre ikbal (beautés), quatre gözde (favorites) et un nombre variable de concubines mineures.

### Epouses et descendance
Abdülmejid Ier a eu au moins 26 épouses, mais seulement deux sont ses épouses légitimes :
- Servetseza Kadin (1823 - 24 septembre 1878). BaşKadin (Première épouse), né Princesse Temruko. Elle n'a pas d'enfants car Abdülmejid n'est pas attiré par elle, mais il la respecte et lui confie d'élever ses enfants Mehmed V Reşad, Fatma Sultan et Refia Sultan lorsqu'ils perdent leur mère. Elle aimait aussi Murad V comme son propre fils.
- Hoşyar Kadin (1825 - 1849). Aussi appelé Huşyar Kadın. Deuxième Kadın. Elle est la fille d'un noble Géorgien, Zurab Bey Tuskia et entre au harem en 1839. Elle a une fille. Sa sœur est la 3e trésorière du harem et est très respectée. Elle décède en 1849 de tuberculose.
  - Mevhibe Sultan (9 mai 1840 - 9 février 1841). Enterré dans la tombe d'Abdulhamid Ier.
- Şevkefza Kadın (12 décembre 1820 - 17 septembre 1889). Deuxième Kadın après la mort d'Hoşyar. D'origine circassienne et élevée par Nurtab Kadın, l'épouse de Mahmud II (père d'Abdülmecid). Elle est la mère de Murad V et sa sœur.
  - Murad V (21 septembre 1840 - 29 août 1904). 33e Sultan de l'Empire Ottoman.
  - Aliye Sultan (20 octobre 1842 - 10 juillet 1845). Né au Palais Beşiktaş, enterré à Yeni Cami.
- Tirimüjgan Kadın (16 octobre 1819 - 3 octobre 1852). Troisième Kadın. Elle est circassienne et travaille comme servante du palais lorsqu'elle est remarquée par le sultan qui la prend comme épouse. Elle est mère de deux fils, dont Abdülhamid II, et sa sœur.
  - Naime Sultan (11 octobre 1840 - 1er mai 1843). Né au palais de Topkapi, enterré dans la tombe de Mustafa III.
  - Abdulhamid II (21 septembre 1842 - 10 février 1918). Après la mort de sa mère, il est adopté par Rahime Perestu Kadin. 34e sultan de l'Empire ottoman.
  - Şehzade Mehmed Abid (22 avril 1848 - 7 mai 1848). Né au palais Çırağan, enterré dans le Yeni Cami.
- Verdicenan Kadın (1825 - 1889). Née princesse Saliha Açba, elle épouse Abdülmejid à des fins politiques. Mère d'un fils et d'une fille, elle adopte Mediha Sultan après la mort de sa mère et est la tante de la célèbre poétesse Leyla Açba, qui est aussi sa dame d'honneur.
  - Münire Sultan (9 décembre 1844-29 juin 1862). Elle s'est mariée deux fois.
  - Şehzade Ahmed Kemaleddin (16 juillet 1848 - 25 avril 1905). Il a une épouse et deux filles.
- Gülcemal Kadin (1826 - 1851). Quatrième Kadın. Bosnienne, elle est la mère Mehmed VI et de quatre filles.
  - Fatma Sultan (1er novembre 1840 - 26 août 1884). Après la mort de sa mère, elle est adoptée par Servetseza Kadın. Elle se mariée 2 fois et a un fils et deux filles.
  - Hatice Sultan (7 février 1842-1842). Jumelle de Refia Sultan.
  - Refia Sultan (7 février 1842 - 4 janvier 1880). Sœur jumelle de Hatice Sultan. Après la mort de sa mère, elle est adoptée par Servetseza Kadın. Elle se marie une fois et a une fille.
  - Mehmed V Reşad (2 novembre 1844 - 3 juillet 1918). Après la mort de sa mère, il est adopté par Servetseza Kadin. 35e sultan de l'Empire ottoman.
  - Rukiye Sultan (1850 - 1850).
- Şayan Kadın (1829 - 1860). Quatrième Kadın après la mort de Gülcemal. Elle est circassienne, née à Sotchi, et sa mère est une princesse Kucba. En tant qu'épouse, elle utilise son pouvoir pour aider les réfugiés caucasiens et vit au palais avec sa mère. Elle n'a pas d'enfants, mais elle adopte Behice Sultan lorsqu'elle perd sa mère.
- Gülistu Kadın (1830 - 1861). Quatrième Kadın après la mort de Şayan. Appelé aussi Gülustu Kadin. Née Princesse Fatma Çaçba. Elle est la belle-fille préférée de Bezmiâlem Sultan, la mère d'Abdülmejid et de Mehmed VI et ses trois sœurs.
  - Zekiye Sultan (26 février 1855-19 février 1856). Jumeau de Fehime Sultan. Enterré dans le sanctuaire des femmes de Gülistu.
  - Fehime Sultan (26 février 1855 - 10 novembre 1856). Jumeau de Zekiye Sultan. Enterré dans le sanctuaire des femmes de Gülistu.
  - Mediha Sultan (39 juillet 1856 - 9 novembre 1928). Adoptée par Verdicenan Kadın Après la mort de sa mère. Elle se marie deux fois et a un fils.
  - Mehmed VI Vahideddin (14 janvier 1861 - 16 mai 1926). Orphelin de naissance, il est adopté par Şayeste Hanim. 36e et dernier sultan de l'Empire ottoman.
- Rahime Perestu Kadin (1830 - 1906). Elle est la fille adoptive d'Esma Sultan, fille d'Abdülhamid Ier, et est la première épouse légale d'Abdülmejid. Quatrième Kadin après la mort de Gülistu. Elle n'a pas d'enfants, mais elle est la mère adoptive d'Abdülhamid II et de Cemile Sultan.
- Bezmiara Kadin (? - 1909). Appelé aussi Bezmican ou Bezmi. Cinquième Kadın, un titre honorifique qui lui a été décerné en tant que deuxième épouse légale. Adoptée dans une famille noble, elle ne s'est jamais adaptée au harem et divorce du sultan, première femme à le faire. Du sultan, elle a une fille qui meurt alors qu'elle est nouveau-née. Plus tard, elle se marie deux fois de plus et a une fille avec son deuxième mari.
  - Mukbile Sultan (9 février 1850-25 février 1850). Né au palais Çırağan, enterré à Yeni Cami.
- Mahitab Kadin (1830 - 1888). Aussi appelé Mehtab Kadın. Tchétchène, elle est l'une des épouses préférées d'Abdülmejid, et reçoit donc le titre honorifique de Cinquième Kadın. Elle est mère d'un fils et d'une fille.
  - Sabiha Sultan (15 avril 1848-27 avril 1849). Né au palais Çırağan, enterré à Yeni Cami.
  - Şehzade Ahmed Nureddin (31 mars 1852 - 3 janvier 1884). Il se marie une fois, mais il n'a aucun enfant.
- Düzdidil Hanim (1826 - 18 août 1845). BaşIkbal ou Troisième Kadin. Abkhaze, elle grandit à la cour sous la tutelle du trésorier en chef. Mère de quatre filles dont elle a dû se séparer car elle est atteinte de tuberculose  elle doit être isolée et confiée à son cousin Cican Hanim.
  - Neyire Sultan (13 octobre 1841 - 14 janvier 1844). Jumeau de Münire Sultan. Né au palais Beşiktaş, enterré à Nurosmaniye.
  - Münire Sultan (13 octobre 1841 - 18 décembre 1841). Jumeau de Neyire Sultan. Né au palais Beşiktaş, enterré à Nurosmaniye.
  - Cemile Sultan (17 août 1843 - 26 février 1915). Après la mort de sa mère, elle est adoptée par Rahime Perestu Kadin et se marie une fois et a trois fils et trois filles.
  - Samiye Sultan (23 février 1845-15 avril 1845). Né au palais de Topkapi, enterré à Yeni Cami.
- Nükhetseza Hanim (2 janvier 1827 - 15 mai 1850). BaşIkbal après la mort de Düzdidil. Abkhaze et géorgienne, son vrai nom est Hatice. Elle est mère de deux fils et de deux filles. Elle est morte de tuberculose.
  - Aliye Sultan (1842 - 1842). Né au palais Çırağan.
  - Şehzade Ahmed (5 juin 1846-6 juin 1846). Né au palais Çırağan, enterré dans le Yeni Cami. Son père est à Roumélie au moment de sa naissance et il revient lorsqu'il a appris la nouvelle de la mort d'Ahmed.
  - Fatma Nazime Sultan (26 novembre 1847 - 1er décembre 1847). Né au palais Beylerbeyi, enterré à Yeni Cami.
  - Şehzade Mehmed Burhaneddin (23 mai 1849 - 4 novembre 1876). Après la mort de sa mère, il est adopté par Neverser Hanim et se marie trois fois et a un fils et une fille.
- Neveser Hanim (1841 - 1889). BaşIkbal après la mort de Nükhetseza. Abkhaza, fille du noble Abazin Misost Bey Eşba, son vrai nom est Esma Eşba. Elle a des yeux verts intenses et entre au palais en 1853 et y fait ses études pendant cinq ans avant de devenir consort. Elle n'a pas d'enfants, mais adopte Şehzade Mehmed Burhaneddin après la mort de sa mère. Amoureux de l'équitation, le sultan lui fait construire un pavillon derrière le palais de Dolmabahçe où elle pouvait se reposer après ses sorties, pour finalement s'y installer définitivement, tandis que sous le règne d'Abdülhamid II elle occupe un pavillon du palais de Yıldiz. Sa nièce Şemsinur Hanım entre au service d'Emine Nazikeda Kadın, première épouse de Mehmed VI.
- Zeynifelek Hanim (1824 - 20 décembre 1842). Deuxième Ikbal. Aussi appelé Zerrinmelek. Née Princesse Klıç, est abaza et grandit au palais avec sa sœur et ses cousins ,et est choisie comme épouse par le sultan Bezmiâlem. Elle a une fille et meurt de la tuberculose.
  - Behiye Sultan (22 février 1841 - 3 juin 1847). Appelé aussi Behi Sultan. Enterré dans la nouvelle mosquée.
- Nesrin Hanim (1826 - 2 janvier 1853). Deuxième Ikbal après la mort de Zeynifelek. Elle est la fille du noble géorgien Manuçar Bey Asemiani, elle est mère de trois fils et d'une fille. Elle est morte de douleur après la mort de trois d'entre eux.
  - Şehzade Mehmed Ziyaeddin (22 avril 1842 - 27 avril 1845). Inhumée au Yeni Cami.
  - Behice Sultan (6 août 1848 - 30 novembre 1876). Après la mort de sa mère, elle est adoptée par Sayan Kadin. Elle épouse Halil Hamid Paşazade Hamid Bey mais meurt de la tuberculose seulement 14 jours après le mariage.
  - Şehzade Mehmed Bahaeddin (24 juin 1850 - 9 novembre 1852). Jumeau de Şehzade Nizameddin. Enterré dans la mosquée Yeni.
  - Şehzade Mehmed Nizameddin (24 juin 1850-1852). Jumeau de Şehzade Bahaeddin. Enterré dans la mosquée Yeni.
- Ceylanyar Hanim (1830 - 27 décembre 1855). Deuxième Ikbal après la mort de Nesrin. Circassienne, son vrai nom est Nafiye.
  - Şehzade Mehmed Rüşdi (31 mars 1852 - 5 décembre 1852). Né au palais Çırağan, enterré dans le mausolée Abdulhamid Ier.
- Serfiraz Hanim (1837 - 25 juin 1905). Deuxième Ikbal après la mort de Ceylanyar. Née Princesse Ayşe Liah (ou Lakh). L'une des épouses préférées d'Abdülmejid, elle tombe en disgrâce après un scandale qui l'a vue amoureuse d'un garçon arménien. Elle a deux fils et une fille.
  - Şehzade Osman Safiyeddin (9 juin 1852 - 2 juillet 1855). Né au palais Çırağan, enterré dans la mosquée Yavuz Selim
  - Bedihe Sultan (30 septembre 1857 - 12 juillet 1858). Aussi appelé Bedia Sultan. Né au palais de Beşiktaş, enterré dans le mausolée de Gülistu Kadın.
  - Şehzade Selim Süleyman (25 juillet 1860 - 16 juillet 1909). Il a cinq épouses, deux fils et une fille.
- Nalandil Hanim (1823 - 1865). Troisième Ikbal ou BaşIkbal. Circassienne de la tribu Ubuh, elle est la fille du prince Çıpakue Natikhu Bey. Elle est mère d'un fils et de deux filles. Sa sœur, Terbiye Hanim, est la trésorière du harem.
  - Seniha Sultan (5 décembre 1851 - 15 septembre 1931). Elle se marie une fois et a deux fils.
  - Şehzade Mehmed Abdülsamed (20 mars 1853 - 5 mai 1855). Enterré dans la mosquée Yavuz Selim.
  - Şehime Sultan (1er mars 1855 - 21 mai 1857). Née au palais Beylerbeyi, enterrée dans la tombe des femmes de Gülistu.
- Navekimisal Hanim (1827 - 1854). Quatrième Ikbal. Aussi appelé Navekivisal. Née Princesse Biberd. Elle est morte de tuberculose.
  - Şehzade Mehmed Vamik (19 avril 1850 - 6 août 1850). Enterré dans la mosquée Yeni.
- Nergizev Hanim (1830 - 26 octobre 1848/1858). Également appelée Nergizu Hanim ou Nergis Hanim, elle est circassienne de la dynastie de Natuhay. Mère d'un fils, elle est décédée de tuberculose.
  - Şehzade Mehmed Fuad (7 juillet 1848-28 septembre 1848). Né au palais Çırağan, enterré dans le Yeni Cami.
- Şayeste Hanim (1838 - 11 février 1912). Abkhaza, princesse Inalipa. Elle est mère d'un fils et d'une fille et mère adoptive de Mehmed VI.
  - Şehzade Abdullah (3 février 1853-3 février 1853)
  - Naile Sultan (30 septembre 1856 - 18 janvier 1882). Appelé aussi Nadile Sultan. Elle se marie et n'a pas d'enfants.
- Çeşmiferah Hanım. Aucune information la concernant autre que son nom n'est conservée. La princesse Mülkicihan Achba l'a décrite comme étant grande et blonde.
- Hüsnicenan Hanim (1818 - 1843). Elle est la première concubine d'Abdülmecid, alors qu'il est encore Şehzade. Il l'a mise de côté lorsqu'il est monté sur le trône. Elle est morte de tuberculose.
- Safderun Hanım (1845 - 1893). Fille d'une princesse circassienne. L'une de ses dernières épouses et l'une des préférées d'Abdülmecid dans ses dernières années, tombe en disgrâce après sa mort : Abdülaziz suspend son traitement jusqu'en 1877 et Abdülhamid II le réduit de moitié. Elle est décédée chez elle à Kadıköy.
- Yıldız Hanım (1842 - 1880). L'une des dernières épouses et l'une des préférées d'Abdülmecid dans ses dernières années. Elle vit d'abord dans une aile réservée du palais Çırağan, puis dans un pavillon réservé près du palais de Dolmabahçe, car elle refuse de vivre avec ses autres épouses. Elle est la sœur aînée de Safinaz Nurefsun Kadın, deuxième épouse du fils d'Abdulmejid, Abdülhamid II. Le palais Yıldız construit par Abdülhamid II est nommé en son honneur.